# Аппарат самообслуживания
Аппарат самообслуживания — это специализированное электронно-механическое устройство, которое позволяет автоматизировать процессы. С помощью таких устройств пользователь может без участия сотрудника оплатить покупки, получить посылку, пройти через турникет или оплатить услуги. Примеры аппаратов самообслуживания: кассы самообслуживания, постаматы, информационные терминалы и вендинговые автоматы.

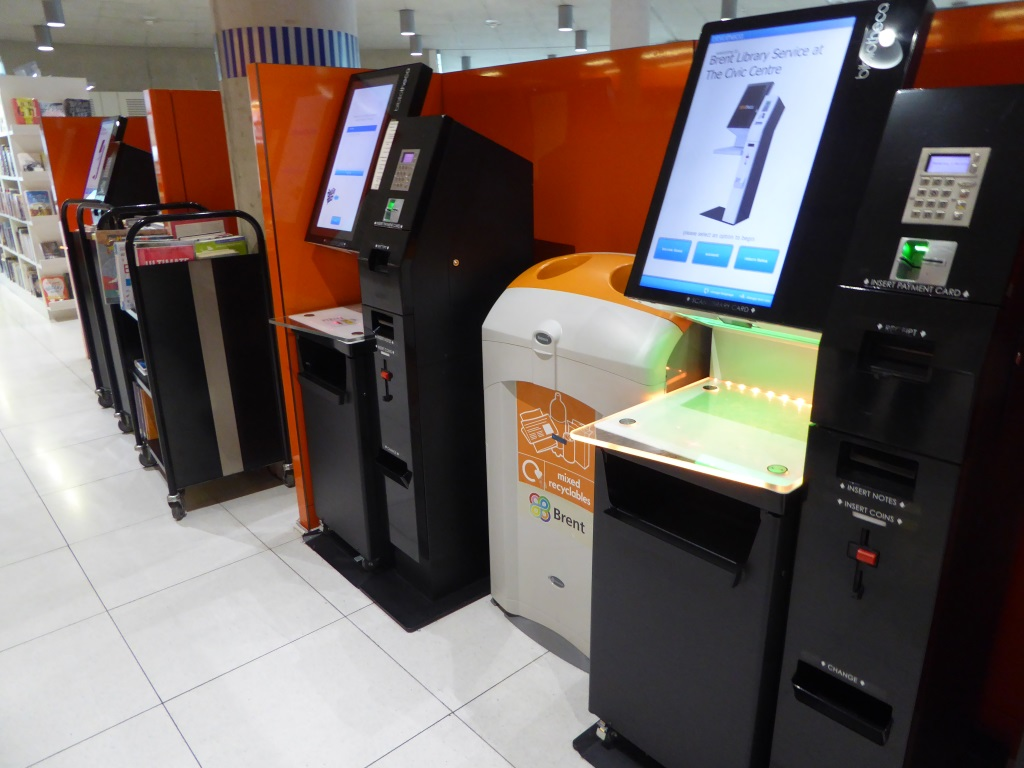
Аппараты самообслуживания в библиотеке

## История аппаратов самообслуживания
Попытки автоматизировать обслуживания предпринимали еще до нашей эры. Так, в Древнем Египте Герон Александрийский изобрел устройство, которое снабжало водой посетителей храмов. В него нужно было опустить монетку, чтобы получить порцию воды. По сути, это был первый торговый автомат.
После этого об автоматических торговых автоматах надолго забыли. Кое-где появлялись единичные устройства, но массового применения они не получили.. Первое задокументированное свидетельство существования торгового автомата — патент на вендинговую машину, зарегистрированный в конце 19-го века. Тогда и стали появляться разные автоматические устройства, продающие книги, открытки, жвачку, сигареты. Позже появились автоматы с холодильниками, чтобы продавать охлажденную газировку.

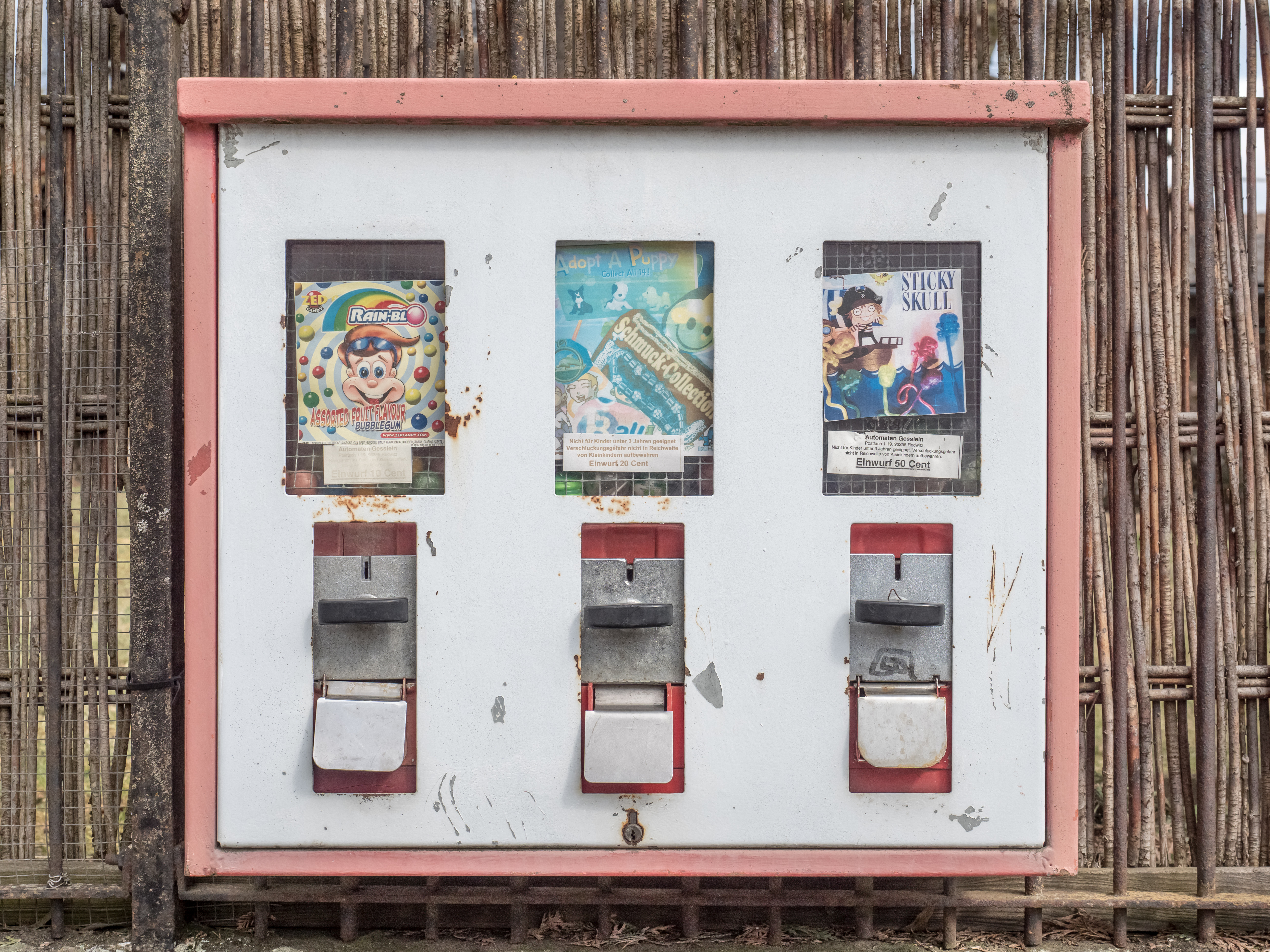
Старинный вендинговый автомат по продаже жвачки

Примерно в то же время, в начале-середине 20-го века, начали появляться автоматические турникеты, которые позволяли контролировать поток людей без участия контролеров.
И вендинговые автоматы, и турникеты, долго были механическими, либо с простейшими электронными схемами. Постепенно, с развитием технологий, они развивались — например, учились принимать бумажные деньги, а не только монеты. Тогда же стали появляться банкоматы, которые тоже можно считать аппаратами самообслуживания — ведь они выдают деньги без кассира.
В итоге развитие технологий привело к тому, что в начале XXI века появились более сложные автоматические устройства — постаматы и кассы самообслуживания.
В 2010—2020-х годах аппараты самообслуживания стали еще сложнее. Они умеют взвешивать предметы, принимать оплату по карте, выдавать деньги, передавать и принимать информацию через интернет, распознавать лица, считывать отпечатки пальцев.
Новым толчком к развитию аппаратов самообслуживания стала пандемия коронавируса, которая началась в 2020 году. У людей резко выросла потребность получать товары и услуги, минимально контактируя с другими людьми, и аппараты самообслуживания как раз ее закрывали. Сейчас оценки экспертов показывают, что рынок автоматических устройств будет только расти.

## Какие бывают аппараты самообслуживания

### Кассы самообслуживания

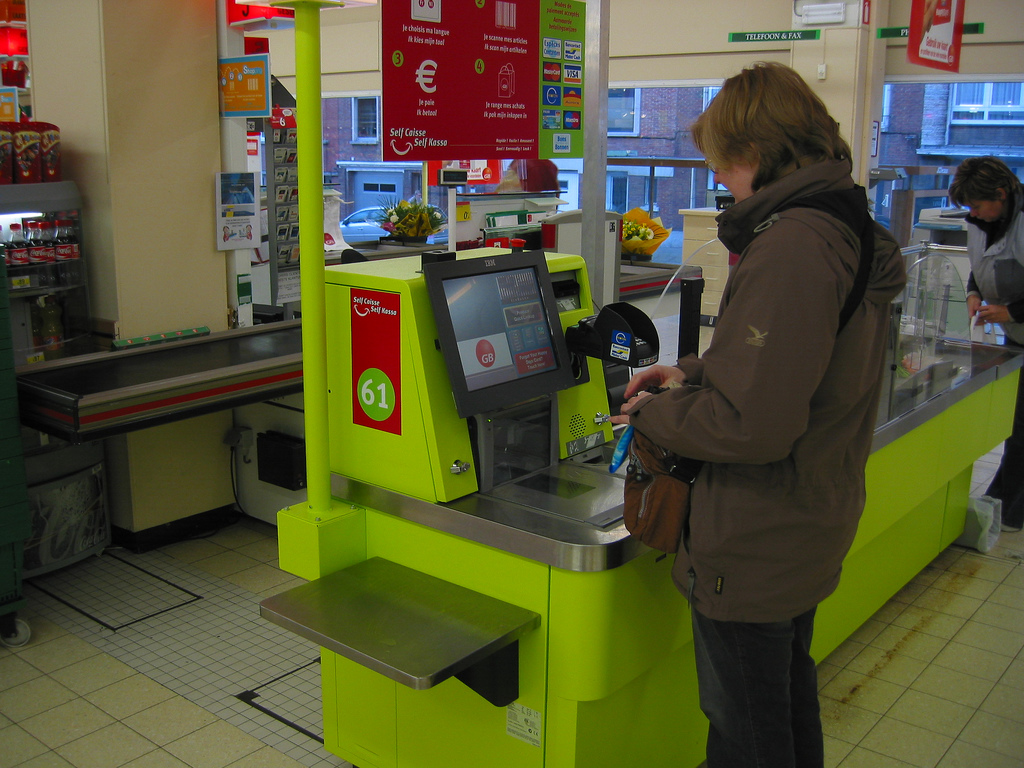
Классическая касса самообслуживания с весами

Кассы самообслуживания — это устройство, которое позволяет покупателю без участия кассира пробить и оплатить покупки. Такие кассы обычно оснащены сканером штрих-кодов. Для дополнительной проверки их иногда оборудуют весами — чтобы убедиться, что покупатель просканировал все товары и нигде не ошибся.
Есть и более сложные устройства, которые тоже часто причисляют к кассам — киоски самообслуживания. В них покупатель может сам выбрать товары или услуги, оплатить их, а потом получить. Например, такие кассы часто ставят в точках продажи фаст-фуда.

### Постаматы

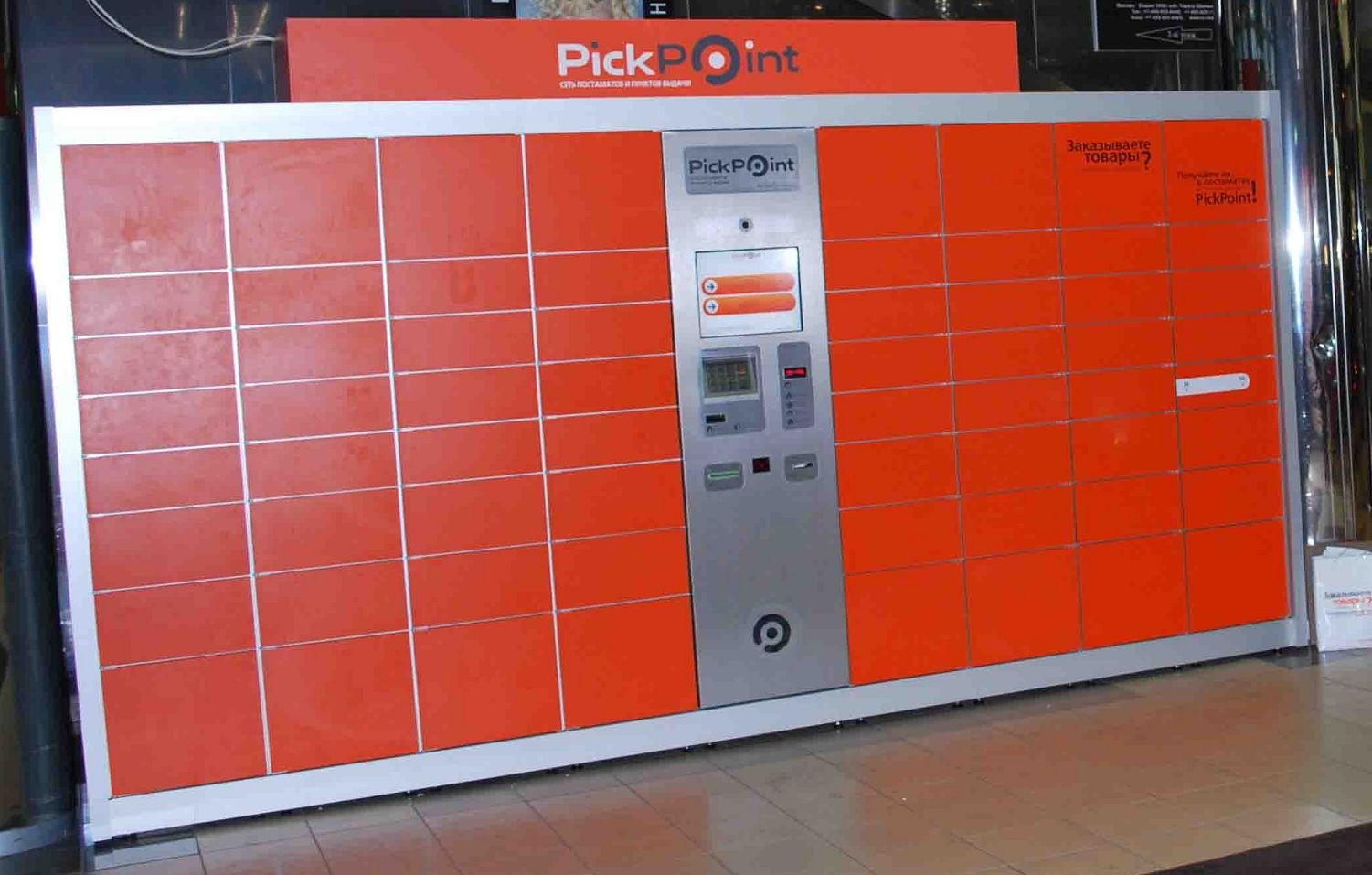
Российский постамат

Постаматы — это устройства для автоматической выдачи посылок. Классически они представляют собой блок закрытых ящиков. Курьеры доставляют посылки в эти ящики, а получатель может прийти в любое удобное время и забрать свою посылку. Существуют и более необычные постаматы, например, роверы — машинки с контейнерами, которые могут сами доставлять посылки без участия курьера.

### Автоматические турникеты

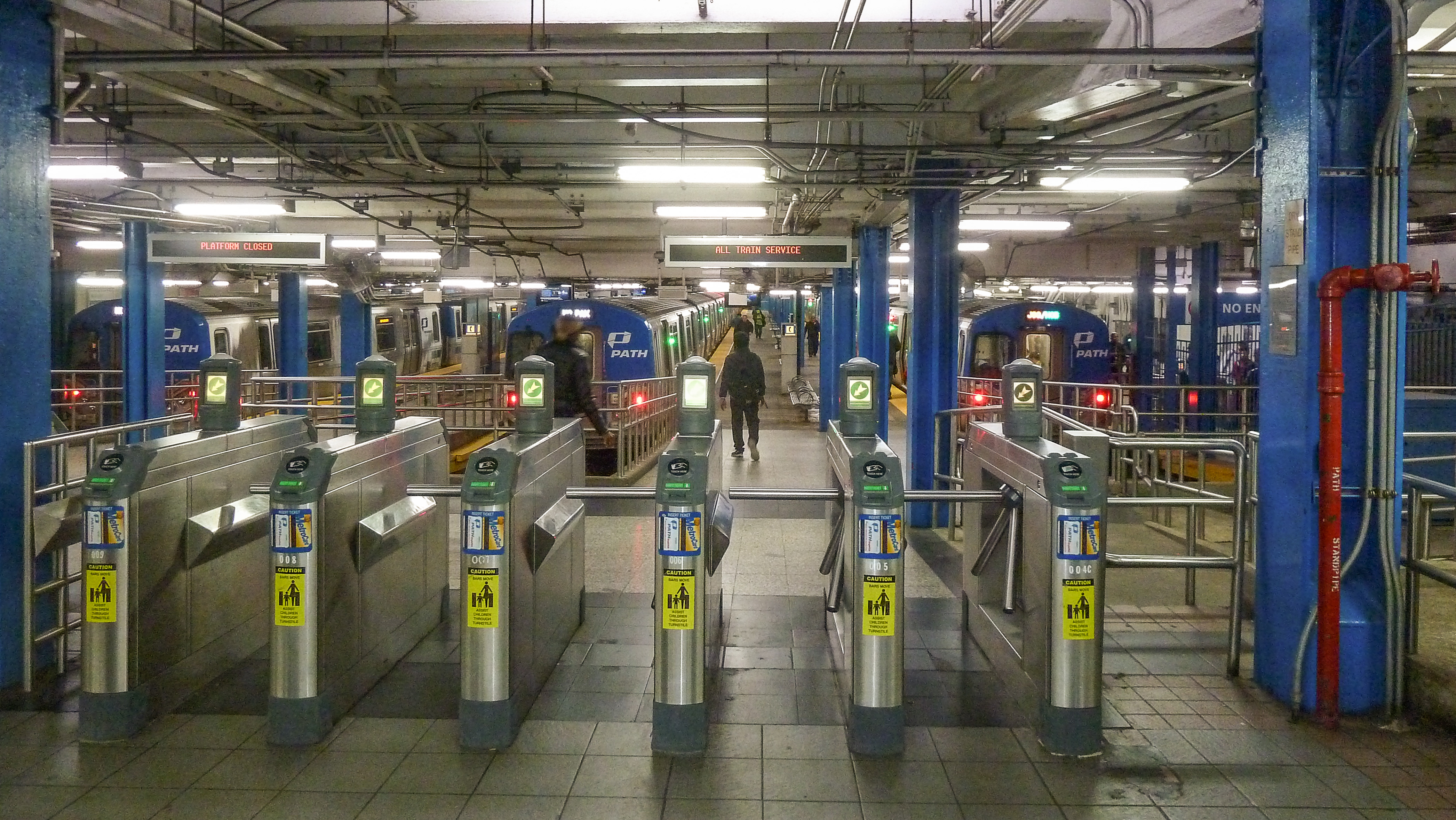
Автоматические турникеты на станции в Нью-Йорке

Устройства, которые блокируют проход. Открыть их можно автоматически — с помощью денег, жетона или специального пропуска. Сейчас существуют и более современные турникеты, которые умеют распознавать лица и пропускать людей без специальных устройств.

### Инфоматы и системы управления очередью
Стационарный компьютерный терминал, применяемый в сфере услуг для автоматизации процесса получения справочной информации. Внешне инфомат напоминает терминал для приема платежей. Иногда инфоматы умеют печатать талоны — тогда они служат для формирования электронной очереди.

### Терминалы саморегистрации
Такие терминалы могут самостоятельно регистрировать посетителей, выдавать талоны и чеки, сканировать данные. Используются в медицинских учреждениях и отелях.

### Платежные терминалы
Аппаратно-программный комплексы (англ. self-service terminals или SSTs), которые позволяет людям в режиме самообслуживания осуществлять платежи: наличными или по карте.

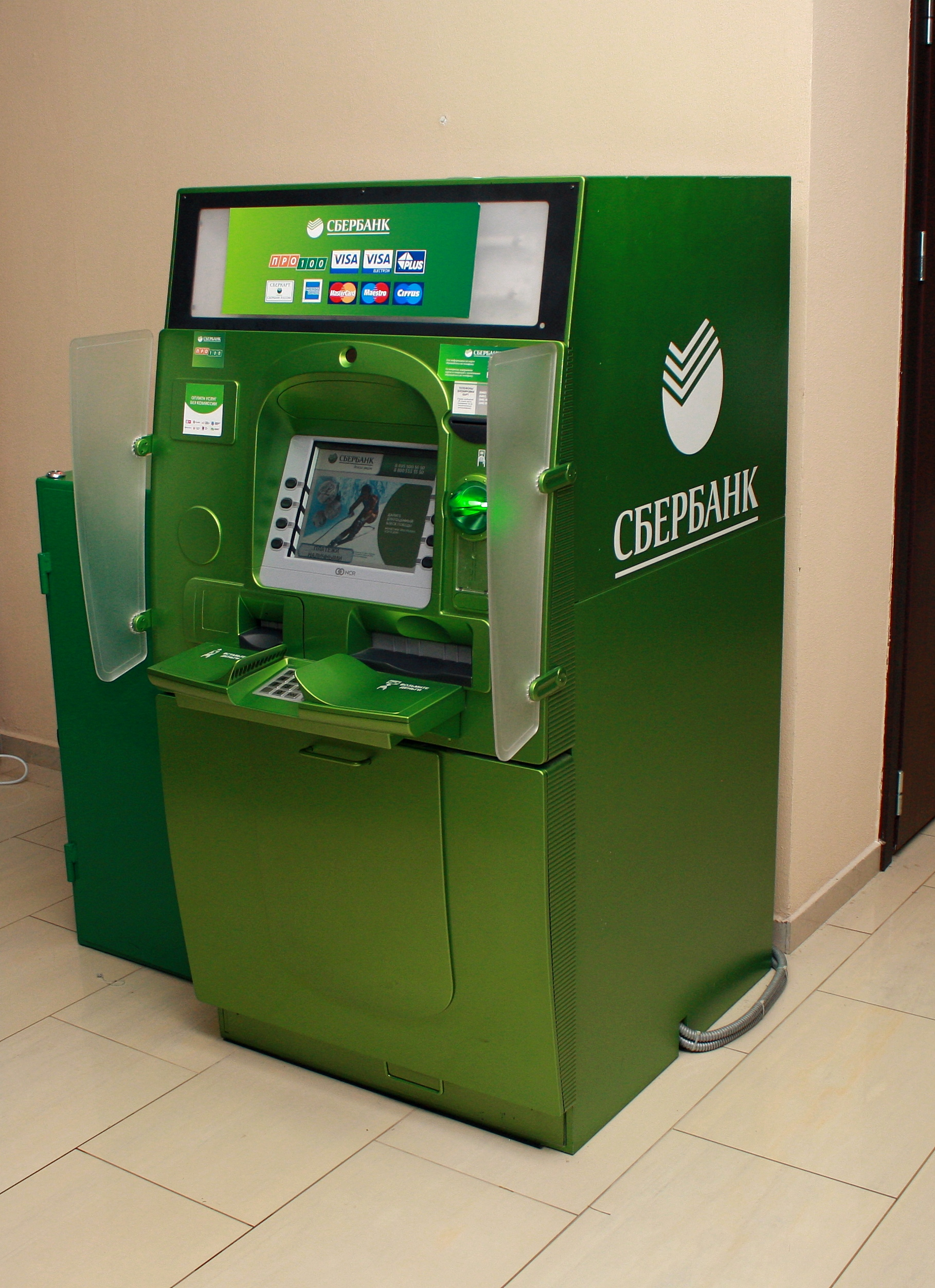
Современный банкомат российского банка

### Банковские терминалы, банкоматы
Программно-технические комплексы, которые позволяют работать с наличными: снимать и вносить на банковский счет, оплачивать товары и услуги, составлять документы и т. п.

### Вендинговые автоматы
Это автоматы, которые позволяют купить товар без участия продавца. От касс самообслуживания они отличаются тем, что товары хранятся прямо у них внутри. Обычно такие аппараты рассчитаны на то, что покупатель приобретет одну-две вещи. Например, бутылку газировки и пачку чипсов.
Раньше вендинговые аппараты продавали только простые товары, вроде еды или сигарет. Сейчас в таких автоматах можно купить технику, лекарства и даже автомобили.

### Другие устройства
К аппаратам самообслуживания можно отнести любые устройства, которые позволяют обслуживать клиента без участия сотрудника. Поэтому к ним можно отнести:
- Фотобоксы, где клиент может автоматически сфотографироваться.
- Паркоматы для оплаты парковки.
- Терминалы для выдачи зарядных устройств.
- Терминалы для моек самообслуживания.
- Санитайзеры — дезинфекторы для рук.
- Микромаркеты — умные холодильники.
- Терминалы продажи билетов, например, лотерейных.
- Автоматы для билетного контроля в транспорте.
- Симкоматы — выдача сим-карт.
- Комбинированные аппараты, которые выполняют разные функции.

## Функции аппарата самообслуживания
- Прием-выдача наличных средств.
- Прием-выдача монет.
- Прием-выдача пластиковых карт.
- Прием-выдача банковских карт.
- Печать чеков и этикеток.
- Печать талонов.
- Сканирование паспортных данных.
- Прием-выдача предметов.
- Функция биометрии: сканер отпечатков пальцев или вен ладони.
- Видеосъемка.

## Причины использования аппаратов самообслуживания
Экономия денег. Один автомат стоит дорого, но в итоге он может сэкономить миллионы рублей на зарплаты сотрудникам. Кроме того, автомат исключает риск человеческой ошибки, что тоже помогает избежать потери денег.
Круглосуточное обслуживание. Автомат легко может работать 24/7, без обедов и выходных. Причем даже там, где нет условий для работы по такому графику человека — например, в помещении без охраны. Для клиентов это удобно — можно когда угодно получить товар или забрать посылку.
Экономия места. Благодаря отсутствию человека места автомату нужно гораздо меньше. Например, одна касса самообслуживания занимает 0,5 м², а классическая касса — 2-4 м². Благодаря экономии предприниматель может поставить больше касс и уменьшить очереди. Либо арендовать меньшую площадь и сэкономить деньги.
Транслирование рекламы. Возможность транслирования рекламы на основном или дополнительном мониторе. Часто такие аппараты транслируют рекламу партнеров, акции товаров, новинки, а также предлагают дополнительные услуги или продукты.